# Mazères (Ariège)
Mazères – miejscowość i gmina we Francji, w regionie Oksytania, w departamencie Ariège.
Według danych na rok 1990 gminę zamieszkiwało 2 519 osób, a gęstość zaludnienia wynosiła 57 osób/km² (wśród 3020 gmin regionu Midi-Pyrénées Mazères plasuje się na 136. miejscu pod względem liczby ludności, natomiast pod względem powierzchni na miejscu 131.).